# Pierre Brisac
Pour les articles homonymes, voir Brisac et Brachet.
Pierre Brisac, né le 3 avril 1897 à Paris et mort le 30 décembre 1975 à Saint-Cloud, est un résistant et général français.
Engagé volontaire de la Première Guerre mondiale, il devient officier et reçoit la croix de guerre. Reçu ensuite à l'École polytechnique, il devient officier supérieur d'artillerie. 
Résistant pendant la Seconde Guerre mondiale, il devient responsable de maquis puis chef d'état-major de l'Organisation de résistance de l'armée sous le pseudonyme de Colonel Brachet. Général à la Libération, il commande l'École polytechnique puis la 2e division d'infanterie avant d'être général de corps d'armée, adjoint au commandant en chef en Allemagne puis chef d'état-major adjoint du Shape et secrétaire général adjoint de l'Union de l'Europe occidentale.

## Biographie
Pierre Salomon Isaac Brisac, usuellement Pierre Brisac, né à Paris le 3 avril 1897, est le fils d'Adrien Brisac, receveur de l'enregistrement, et de Noémi Naquet,. Il est issu d'une famille juive comptant de nombreux généraux.

### Première Guerre mondiale, jeune officier, polytechnicien
Pierre Brisac participe à la Première Guerre mondiale comme engagé volontaire en 1915, promu sous-lieutenant d'artillerie en 1916, puis lieutenant en 1918. Il est blessé à Verdun. Il reçoit la Croix de guerre 1914-1918 avec cinq citations.
C'est après la guerre qu'il intègre l'École polytechnique. Reçu 149e, il intègre la promotion spéciale « 1919S ». À sa sortie, il choisit l'artillerie et se montre aussi un excellent cavalier. Il suit les cours de l'École de guerre de 1925 à 1927. Promu capitaine en 1926 et chef d'escadron en 1934, il sert de 1927 à 1930 au Levant puis de 1935 à 1937 au Maroc, où il dirige le 2e groupe du 64e régiment d'artillerie et organise les batteries à cheval de la Légion étrangère.

### Officier supérieur et résistant pendant la Seconde Guerre mondiale
Au début de la Seconde Guerre mondiale, Pierre Brisac est nommé en 1939-1940 à l'état-major de la Ve armée. Encerclé en 1940 dans les Vosges, il traverse les lignes et rejoint à pied la zone libre. Il est ensuite promu successivement lieutenant-colonel en 1941 et colonel en 1942. Il se conforme aux lois vichystes sur le statut des Juifs et se présente au commissariat de police. Il bénéficie cependant, de même que le général Bloch, d'un décret lui permettant de rester dans l'armée, malgré son appartenance à la religion juive. C'est un attentat de miliciens contre lui qui décide de son entrée dans la Résistance active, selon son cousin Bernard Levi.
Brisac organise alors un maquis dans les environs de Grenoble ; il évite l'arrestation par la Gestapo et revient à Paris. Il y est chef d'état-major de l'Organisation de résistance de l'armée en 1944,. Il porte à cette époque le pseudonyme de « Colonel Brachet ». Ensuite chargé de mission par le général de Gaulle, il fait la navette entre Alger et la métropole,.

### Général commandant Polytechnique puis dans les états-majors
Nommé général de brigade en 1944, Pierre Brisac commande l'École polytechnique de 1945 à 1950. Par ailleurs, il connaît le Talmud et prend part aux activités du Consistoire central de Paris,. Après le commandement de Polytechnique, devenu général de division, il prend en 1950 la tête de la 2e division d'infanterie. Promu général de corps d'armée, il est nommé adjoint au commandant en chef des Forces françaises en Allemagne en 1953 et 1954. Il occupe ensuite de hautes responsabilités à l'état-major général interallié – le « Shape » – comme chef d'état-major adjoint, de 1955 à 1957.
Passé au cadre de réserve, il est de 1959 à 1964 le secrétaire général adjoint de l'Union de l'Europe occidentale, organisation internationale de défense regroupant des pays membres de l'OTAN ou de la Communauté européenne. C'est le poste le plus élevé occupé par un Français dans cet organisme. Pierre Brisac est par ailleurs président de la Maison des polytechniciens. 
Pierre Brisac meurt à Saint-Cloud le 30 décembre 1975,. Le grand-rabbin Bauer dit son oraison funèbre, et le général Blanc prononce une allocution élogieuse.
Il avait épousé Édith Crémieux à la synagogue de Marseille. Leur fils Michel Brisac devient général à son tour, il est en 1991 le commandant de la 1re armée.

## Hommages et décorations
- Grand officier de la Légion d'honneur.
- Croix de guerre 1914-1918.
- Croix de guerre 1939-1945.
- Médaille de la Résistance.
- Médaille de l'Aéronautique.